# Улица Алленби
Улица Алленби (ивр. רחוב אלנבי‎ — рехо́в а́ленби) — одна из центральных улиц Тель-Авива. Первоначально служила главной улицей города (заменив в этом качеству улицу Герцля — первую улицу Тель-Авива), пока не уступила это звание другим улицам. Является одной из самых известных и упоминаемых улиц в израильской культуре. Названа в честь Эдмунда Алленби, британского фельдмаршала, завоевавшего Палестину в Первую мировую войну. Улица начинается у набережной, от площади Кнессета (ивр. כיכר הכנסת‎ — кика́р ха-кне́сет) на восток, на углу с улицей Бен-Иегуды ломается и продолжается на юго-восток до площади Ха-мошавот (ивр. כיכר המושבות‎ — кикар ха-мошаво́т — Поселений), где снова ломается и продолжается на юг как улица Ха-алия (ивр. רחוב העליה‎). Заселение улицы неоднородное, от иностранных рабочих в южной части улицы до яппи в центре (вокруг площади Маген Давид — ивр. כיכר מגן דוד‎).

## История
Улица Алленби была основана в 1911 году, во время первого расширения Тель-Авива, как «дорога к морю», и называлась так до 1918 года, когда её переименовали в честь английского генерала Эдмунда Алленби, который за год до того отвоевал Палестину у турок.
До 1922 года улица располагалась почти параллельно морю. Ради постройки «Казино Галей Авив» (ивр. קזינו גלי אביב‎) — роскошного двухэтажного ресторана (азартные игры в котором, вопреки названию, не проводились) — улицу Алленби, по решению мэра Меира Дизенгофа, повернули влево, перпендикулярно береговой линии и довели до «Казино».
Первые 20 лет с провозглашения Государства Израиль улица Алленби принимала ежегодные парады Армии Обороны Израиля, которые были важнейшей частью празднования Дня Независимости для жителей города.
В 1930 году на пересечении Алленби с улицами Бен-Иегуды и Пинскера, на площади 2 Ноября (ивр. כיכר ב' בנובמבר‎ — кикар бет бе-нове́мбер), был построен театр «Муграби» (ивр. קולנוע מוגרבי‎), запланированный, как оперный театр. В нём выступали многие израильские театры, в том числе Габима и Камери. Кроме театрального, в здании был также кинозал с открывающейся крышей. В 1986 году в здании случился сильный пожар, который привел к необратимым последствиям, и в 1989 году здание снесли. Сейчас на его месте расположена автомобильная стоянка.
В наши дни из-за массивного автомобильного движения в центре Тель-Авива, в будни в дневное время проезжая часть Алленби частично закрыта для доступа частного транспорта в пользу общественного. На улице, помимо жилых домов, располагаются в основном недорогие магазины одежды и обуви, и места развлечений для молодежи.

## Достопримечательности улицы
Алленби 1: Площадь Кнессета (ивр. כיכר הכנסת‎ — кика́р ха-кне́сет), откуда улица Алленби берет своё начало, находится на пересечении улицы с набережной Герберта Сэмюэля, на берегу Средиземного моря. После постройки именовалась площадью Казино (в честь «Казино Галей Авив»), позже называлась площадью Оперы в честь здания «Мигдаль ха-опера» (ивр. מגדל האופרה‎ — мигда́ль ха-о́пера), в котором в разное время размещались служба Налогового управления, штаб ВМС Израиля, Израильская опера, а также кинотеатр, в котором в 1948—1949 годах проводились заседания Кнессета, в честь чего площадь получила своё нынешнее название.
Алленби 7: Дом Усышкина (ивр. בית אוסישקין‎ — бейт уси́шкин) — дом Менахема Усышкина, основателя Еврейского национального фонда, расположенный по адресу Ха-яркон 52 (угол Алленби 7). Это здание, выполненное в эклектичном стиле, было построено в 1931 году и является видным элементом Белого города. Усышкин жил в нём до своей смерти в 1941 году, после чего завещал своим потомкам. До 1992 года здание было заброшено, после чего Давид Усышкин, внук Менахема Усышкина, продал его ради возведения 23-этажного жилого здания. Этот план не был реализован, после чего к зданию проявляли интерес Ахмед Тиби и несколько палестинских политиков с целью основать в нём представительство ООП, что также не было реализовано по причине протестов жителей района. После этого здание было продано иностранцу, и сейчас в здании располагаются офисы, жилые квартиры и гостиничные номера.
Алленби 60: Площадь Маген Давид (ивр. כיכר מגן דוד‎), расположенная на пересечении с рынком Кармель и улицами Шенкина, Нахалат Биньямин и Кинг-Джордж, построена в форме звезды Давида, лучи которого образуют пересекающиеся улицы. Окружающие площадь дома выполнены в интернациональном стиле, и являются важной частью Белого города.
Алленби 110: Большая Синагога (ивр. בית הכנסת הגדול‎ — бейт ха-кне́сет ха-гадо́ль) начала строиться в 1924 году, но строительство быстро остановилось из-за нехватки средств. Достроить синагогу помог барон Эдмон де Ротшильд в 1925 году. После постройки была центром «Маленького Тель-Авива», но с годами сама оказалась частью бизнес-центра города, и с тех пор, как в 1960-х годах из района начался отток жителей, величественное здание пребывает в относительном запустении.
На пересечении с улицей Иехуды Галеви планируется построить под землей одну из самых больших станций Легкорельсовой транспортной системы Тель-Авива.

## Улица Алленби в культуре
Благодаря своему характеру центральная улица с многочисленными культурными заведениями, клубами и магазинами, улица Алленби часто упоминается в произведениях искусства и занимает важное место в израильской культуре.
Театр «Муграби» упоминается в стихах Натана Альтермана и Наоми Шемер. Площадь напротив кинотеатра — центральное место действия фильма «Блаумилх Канал».
Улица часто упоминается в песнях современных музыкальных групп, в частности Monica Sex, Teapacks, Мика Карни и другие. Дешевые стрип-клубы на улице Алленби — фон для романа Гади Тауба, увидевшего свет в 2008 году.
В первых ивритских версиях игры Монополия улица Алленби была самой дорогой (второе место — улица Дизенгофа). В современных вариантах цены улиц изменились.